# Силденафил
Силденафил, sildenafil, 1-[[3-(6,7-Дигидро-1-метил-7-оксо-3-пропил-1Н-пиразоло[4,3-альфа]пиримидин-5-ил)-4-этоксифенил] сульфонил]пиперазина цитрат — лекарственное средство, ингибитор PDE5, один из основных препаратов для лечения эректильной дисфункции.

## История открытия
История открытия виагры, одного из самых известных препаратов для лечения эректильной дисфункции, началась с исследований по созданию нового лекарства для лечения стенокардии — сердечной болезни, связанной с болью в груди. В начале 1990-х годов фармацевтическая компания Pfizer разрабатывала препарат, который должен был расширять кровеносные сосуды, улучшая кровоток и снижая симптомы стенокардии.
В 1992 году в ходе клинических испытаний препарата под кодовым названием UK-92480 ученые заметили неожиданный побочный эффект: у пациентов, принимавших его, возникала стойкая эрекция. В ответ на этот результат компания переключила внимание на возможное использование препарата для лечения эректильной дисфункции.
После дальнейших испытаний, в 1998 году, Pfizer получила одобрение на продажу препарата под торговым названием Виагра. Этот момент стал значимым не только для медицины, но и для массовой культуры, так как препарат быстро стал популярным, изменив восприятие проблем с сексуальным здоровьем и значительно улучшив качество жизни многих мужчин по всему миру.
Таким образом, виагра была случайно открыта в процессе разработки лекарства для лечения сердечных заболеваний, что демонстрирует важность непредсказуемых научных открытий.

## Фармакологические свойства

### Фармакодинамика
Силденафил — селективный ингибитор циклического гуанозинмонофосфата (цГМФ)-специфической ФДЭ5, которая ответственна за распад циклического гуанозинмонофосфата (цГМФ) в клетках. Фосфодиэстераза 5 типа (PDE5) является ферментом, обеспечивающим снижение внутриклеточной концентрации циклического гуанозинмонофосфата (цГМФ), поэтому её ингибирование приводит к усилению расслабления гладкомышечных клеток.

### Фармакокинетика
TCmax после приёма натощак — 0,5-2 ч, биодоступность — 25-60 %. При приёме с жирной пищей Cmax снижается на 20-40 % и достигается через 1,5-3 ч. Объём распределения в равновесном состоянии — 105 л. Связь с белками плазмы — 96 %.
Метаболизируется главным образом под действием микросомальных изоферментов печени CYP3A4, CYP3A5, CYP3A7 (основной путь) и CYP2C9 (дополнительный путь). Основным циркулирующим активным метаболитом является N-дезметилметаболит, активность которого составляет 50 % активности силденафила.
Общий клиренс — 41 л/ч. Время полувыведения силденафила и N-десметилметаболита — 3-5 ч. Выводится в виде неактивных метаболитов с каловыми массами (80 %) и почками (15 %). У больных с почечной недостаточностью (КК менее 30 мл/мин.), циррозом печени и у пожилых людей клиренс силденафила снижен.

## Применение
Силденафил наряду с тадалафилом является основным препаратом, применяемым для лечения эректильной дисфункции, он также используется для устранения тестикулярной недостаточности и связанной с ними депрессии.
Он также применяется при лечении лёгочной гипертензии и синдрома Рейно.

## Побочные эффекты
При применении Силденафила возможны побочные реакции:
- тромбоз вен нижних конечностей;
- тахикардия;
- диспноэ;
- боль в груди;
- инсульт;
- зрительные нарушения.

Также развитие осложнений возможно в результате применения силденафила и других препаратов этой группы совместно с а-адреноблокаторами, нитропруссидом натрия, нитратами и донаторами NO.

## Эффективность и безопасность
Подтверждена безопасность силденафила в дозировке 50 мг в сутки при лечении эректильной дисфункции у мужчин со стабильной ишемической болезнью сердца (отрицательные эффекты при приёме препарата не наблюдались, улучшение эректильной функции было почти двукратным).
Регулярный приём силденафила коррелирует с приблизительно двукратным снижением риска болезни Альцгеймера. Эта корреляция не означает, что обнаруженная связь прямая — возможно, сниженный риск болезни Альцгеймера связан с образом жизни или наследственностью тех возрастных людей, которые регулярно принимают силденафил.

## Обнаружение в биологических жидкостях
Силденафил и его основной активный метаболит N-десметилсилденафил количественно определяют в плазме, сыворотке или цельной крови. Количественный анализ используется для оценки фармакокинетического статуса у тех, кто получает лекарство в терапевтических целях, для подтверждения диагноза у потенциальных жертв отравления или в судебно-медицинской экспертизе.